# Прем'єр-міністр Ісландії

Кріструн Фростадоуттір

Прем'єр-міністр Ісландії (ісл. Forsætisráðherra Íslands) очолює уряд країни. Формально його призначає президент, втім як правило прем'єром стає лідер партії, що перемогла на парламентських виборах. Від21 грудня 2024 року прем'єр-міністром Ісландії є Кріструн Фростадоуттір.

## Список прем'єр-міністрів

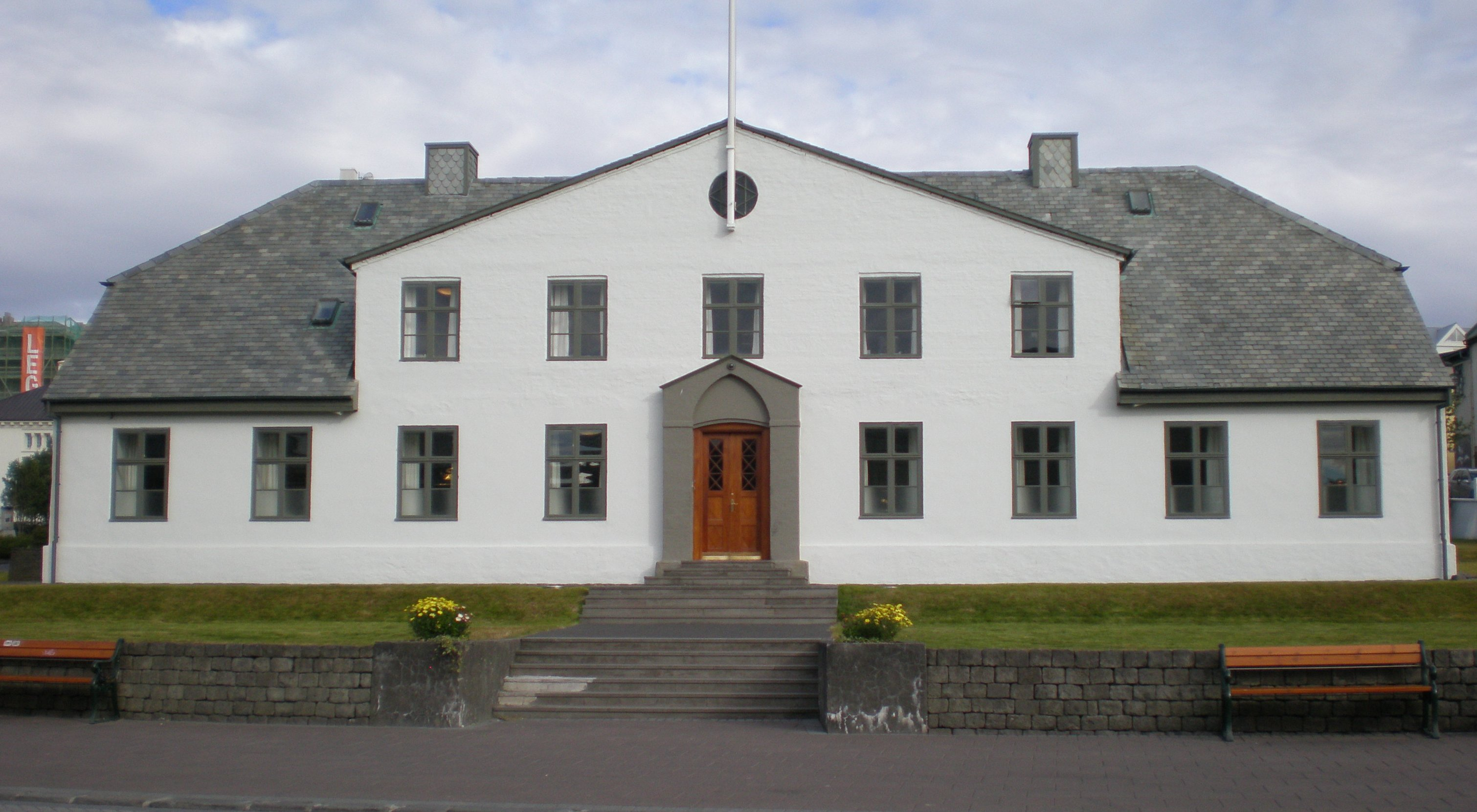
Будівля уряду

### Прем'єр-міністри Самоврядування (1904—1917)
| #   | Ім'я              | Зображення | Початок повноважень | Кінець повноважень | Партія       |
| --- | ----------------- | ---------- | ------------------- | ------------------ | ------------ |
| 1.  | Ганнес Гафстейн   |            | 1 лютого 1904       | 31 березня 1909    | HP           |
| 2.  | Б'єрн Йоунссон    |            | 31 березня 1909     | 14 березня 1911    | OIP          |
| 3.  | Кристіан Йоунссон |            | 14 березня 1911     | 24 липня 1912      | Безпартійний |
| (1) | Ганнес Гафстейн   |            | 24 липня 1912       | 21 липня 1914      | UP           |
| 4.  | Сигурдур Еґґерс   |            | 21 липня 1914       | 4 травня 1915      | OIP          |
| 5.  | Ейнар Адноурссон  |            | 4 травня 1915       | 4 січня 1917       | OIP þversum  |

### Прем'єр-міністри Ісландії (з 1917)
| #     | Ім'я                         | Зображення        | Початок повноважень | Кінець повноважень | Партія                      | Вибори                      | Коаліція[1]     | Вік |
| ----- | ---------------------------- | ----------------- | ------------------- | ------------------ | --------------------------- | --------------------------- | --------------- | --- |
| 1.    | Йоун Магнуссон               |                   | 4 січня 1917        | 25 лютого 1920     | Партія самоврядування       | 1916                        | HP—OIP—PP       | 57  |
| 1.    | Йоун Магнуссон               | 25 лютого 1920    | 7 березня 1922      | 1919               | Партія самоврядування       | HP—інші                     | 61              |     |
| 2.    | Сигурдур Еґґерс              |                   | 7 березня 1922      | 1919               | 22 березня 1924             | Стара партія незалежності   | OIP—others      | 47  |
| 2.    | Сигурдур Еґґерс              | 1923              | 7 березня 1922      |                    | 22 березня 1924             | Стара партія незалежності   | OIP—others      | 47  |
| (1)   | Йоун Магнуссон               |                   | 22 березня 1924     | 23 червня 1926     | Консервативна партія        | CP                          | 65              |     |
| 3.    | Магнус Гвудмундссон (в.о.)   |                   | 23 червня 1926      | 8 липня 1926       | Консервативна партія        | CP                          | 47              |     |
| 4.    | Йоун Торлаукссон             |                   | 8 липня 1926        | 28 серпня 1927     | Консервативна партія        | CP                          | 49              |     |
| 5.    | Тріґві Тоурхальссон          |                   | 28 серпня 1927      | 3 червня 1932      | Прогресивна партія          | 1927                        | PP              | 38  |
| 5.    | Тріґві Тоурхальссон          | 1931              | 28 серпня 1927      | 3 червня 1932      | Прогресивна партія          |                             | PP              | 38  |
| 6.    | Асгейр Асгейрссон            |                   | 3 червня 1932       | 28 липня 1934      | Прогресивна партія          | PP—IP—Peasants              | 38              |     |
| 6.    | Асгейр Асгейрссон            | 1933              | 3 червня 1932       | 28 липня 1934      | Прогресивна партія          | PP—IP—Peasants              | 38              |     |
| 7.    | Херманн Йоунассон            |                   | 28 липня 1934       | 2 квітня 1938      | Прогресивна партія          | 1934                        | PP—SDP          | 37  |
| 7.    | Херманн Йоунассон            | 2 квітня 1938     | 17 квітня 1939      | 1937               | Прогресивна партія          | PP                          | 41              |     |
| 7.    | Херманн Йоунассон            | 17 квітня 1939    | 18 листопада 1941   | 1937               | Прогресивна партія          | PP—IP—SDP                   | 42              |     |
| 7.    | Херманн Йоунассон            | 18 листопада 1941 | 16 травня 1942      | 1937               | Прогресивна партія          | PP—IP—SDP                   | 44              |     |
| 8.    | Олафур Торс                  |                   | 16 травня 1942      | 16 грудня 1942     | Незалежна партія            | лип.1942                    | IP              | 50  |
| 8.    | Олафур Торс                  | жов.1942          | 16 травня 1942      | 16 грудня 1942     | Незалежна партія            |                             | IP              | 50  |
| 9.    | Б'єрн Тоурдарсон             |                   | 16 грудня 1942      | 21 жовтня 1944     | Безпартійний                | —                           | 63              |     |
| (8)   | Олафур Торс                  |                   | 21 жовтня 1944      | 4 лютого 1947      | Незалежна партія            | IP—SDP—SP                   | 52              |     |
| (8)   | Олафур Торс                  | 1946              | 21 жовтня 1944      | 4 лютого 1947      | Незалежна партія            | IP—SDP—SP                   | 52              |     |
| 10.   | Стефан Йоганн Стефанссон     |                   | 4 лютого 1947       | 6 грудня 1949      | Соціал-демократична партія  | SDP—IP—PP                   | 52              |     |
| (8)   | Олафур Торс                  |                   | 6 грудня 1949       | 14 березня 1950    | Незалежна партія            | 1949                        | IP              | 57  |
| 11.   | Стейнгрімюр Стейнтоурссон    |                   | 14 березня 1950     | 11 вересня 1953    | Прогресивна партія          | 1949                        | PP—IP           | 57  |
| (8)   | Олафур Торс                  |                   | 11 вересня 1953     | 24 липня 1956      | Незалежна партія            | 1953                        | IP—PP           | 61  |
| (7)   | Херманн Йоунассон            |                   | 24 липня 1956       | 23 грудня 1958     | АльянсПрогресивна партія    | 1956                        | АльянсPP—SDP—PA | 59  |
| 12.   | Еміль Йоунссон               |                   | 23 грудня 1958      | 20 листопада 1959  | Соціал-демократична партія  | чер.1959                    | SDP             | 56  |
| (8)   | Олафур Торс                  |                   | 20 листопада 1959   | 8 вересня 1961     | Незалежна партія            | жов.1959                    | IP—SDP          | 67  |
| 13.   | Б'ярні Бенедиктссон (в.о.)   |                   | 8 вересня 1961      | 31 грудня 1961     | Незалежна партія            | жов.1959                    | IP—SDP          | 53  |
| (8)   | Олафур Торс                  |                   | 1 січня 1962        | 14 листопада 1963  | Незалежна партія            | жов.1959                    | IP—SDP          | 69  |
| (13)  | Б'ярні Бенедиктссон          |                   | 14 листопада 1963   | 10 липня 1970      | Незалежна партія            | 1963                        | IP—SDP          | 55  |
| (13)  | Б'ярні Бенедиктссон          | 1967              | 14 листопада 1963   | 10 липня 1970      | Незалежна партія            |                             | IP—SDP          | 55  |
| 14.   | Йоганн Гафстейн              |                   | 10 липня 1970       | 14 липня 1971      | Незалежна партія            | IP—SDP                      | 54              |     |
| 15.   | Олафур Йоганнессон           |                   | 14 липня 1971       | 28 серпня 1974     | Прогресивна партія          | 1971                        | PP—PA—LL        | 58  |
| 16.   | Гейр Гадльгрімссон           |                   | 28 серпня 1974      | 1 вересня 1978     | Незалежна партія            | 1974                        | IP—PP           | 48  |
| (15)  | Олафур Йоганнессон           |                   | 1 вересня 1978      | 15 жовтня 1979     | Прогресивна партія          | 1978                        | PP—PA           | 65  |
| 17.   | Бенедикт Сіґурдссон Ґрендал  |                   | 15 жовтня 1979      | 8 лютого 1980      | Соціал-демократична партія  | 1979                        | SDP             | 55  |
| 18.   | Гуннар Тороддсен             |                   | 8 лютого 1980       | 26 травня 1983     | Незалежна партія            | 1979                        | PP—PA           | 69  |
| 19.   | Стейнгрімюр Херманнссон      |                   | 26 травня 1983      | 8 липня 1987       | Прогресивна партія          | 1983                        | PP—IP           | 54  |
| 20.   | Торстейнн Паульссон          |                   | 8 липня 1987        | 28 вересня 1988    | Незалежна партія            | 1987                        | IP—PP—SDP       | 39  |
| (19)  | Стейнгрімюр Херманнссон      |                   | 28 вересня 1988     | 10 вересня 1989    | Прогресивна партія          | 1987                        | PP—SDP—PA       | 60  |
| (19)  | Стейнгрімюр Херманнссон      | 10 вересня 1989   | 30 квітня 1991      | PP—SDP—PA—CiP      | Прогресивна партія          | 1987                        | 61              |     |
| 21.   | Давид Оддссон                |                   | 30 квітня 1991      | 23 квітня 1995     | Незалежна партія            | 1991                        | IP—SDP          | 43  |
| 21.   | Давид Оддссон                | 23 квітня 1995    | 28 травня 1999      | 1995               | Незалежна партія            | IP—PP                       | 47              |     |
| 21.   | Давид Оддссон                | 28 травня 1999    | 23 травня 2003      | 1999               | Незалежна партія            | IP—PP                       | 51              |     |
| 21.   | Давид Оддссон                | 23 травня 2003    | 15 вересня 2004     | 2003               | Незалежна партія            | IP—PP                       | 55              |     |
| 22.   | Гатльдор Асгрімссон          |                   | 15 вересня 2004     | 2003               | 15 червня 2006              | Прогресивна партія          | PP—IP           | 57  |
| 23.   | Ґейр Гілмар Гарде            |                   | 15 червня 2006      | 2003               | 24 травня 2007              | Незалежна партія            | IP—PP           | 55  |
| 23.   | Ґейр Гілмар Гарде            | 24 травня 2007    | 1 лютого 2009       | 2007               | IP—SDA                      | Незалежна партія            | 56              |     |
| 24.   | Йоганна Сігурдардоттір       |                   | 1 лютого 2009       | 2007               | 10 травня 2009              | Соціал-демократичний альянс | SDA—LGM         | 66  |
| 24.   | Йоганна Сігурдардоттір       | 10 травня 2009    | 10 травня 2013      | 2009               | SDA—LGM                     | Соціал-демократичний альянс | 66              |     |
| 25.   | Сігмюндюр Давид Гюннлейгссон |                   | 10 травня 2013      | 7 квітня 2016      | Прогресивна партія          | 2013                        | PP—IP           | 39  |
| 26.   | Сіґурдур Інґі Йоганнсон      |                   | 7 квітня 2016       | 11 січня 2017      | Прогресивна партія          | 2013                        | PP—IP           |     |
| 27.   | Б'ярні Бенедиктссон          |                   | 11 січня 2017       | 30 листопада 2017  | Партія Незалежності         | 2016                        | IP–RP–BF        |     |
| 28.   | Катрин Якобсдоттір           |                   | 30 листопада 2017   | 9 квітня 2024      | Ліво-зелений рух            | 2017                        | LGM–IP–PP       |     |
| (27). | Б'ярні Бенедиктссон          |                   | 9 квітня 2024       | 21 грудня 2024     | Партія Незалежності         | 2021                        | LGM–IP–PP       |     |
| 29.   | Кріструн Фростадоуттір       |                   | 21 грудня 2024      |                    | Соціал-демократичний альянс | 2017                        | SDA–RP–PP       |     |